# Кейп-Лисберн (аэропорт)
Аэропорт Кейп-Лисберн LRRS (англ. Cape Lisburne LRRS Airport), (ИАТА: LUR, ИКАО: PALU, FAA LID: LUR) — военный аэропорт, расположенный в районе мыса Лисберн, в северо-западной части полуострова Лисберн (Аляска), США.
Аэропорт принадлежит военно-воздушным силам США и также известен под именем Аэропорт Кейп-Лисберн. Акроним LRRS означает «Станция радаров дальнего действия» или «Площадка радаров дальнего действия» (англ. Long Range Radar Site, Long Range Radar Station).
Аэропорт Кейп-Лисберн LRRS обеспечивает обслуживание радарной станции рубежа дальнего радиолокационного обнаружения, находящегося в пределах Аляскинского национального морского заповедника (северо-западная часть штата), между Северным Ледовитым океаном и Чукотским морем. Ближайший населённый пункт Пойнт-Хоп расположен в 40 километрах к юго-западу от аэропорта.

## Операционная деятельность
Аэропорт Кейп-Лисберн LRRS расположен на высоте 4 метров над уровнем моря и эксплуатирует одну взлётно-посадочную полосу:
- 8/26 размерами 1463 x 41 метров с гравийным покрытием.

За период с 12 июля 1977 по 12 июля 1978 года Аэропорт Кейп-Лисберн LRRS обработал 200 операций взлётов и посадок самолётов (в среднем 16 операций ежемесячно), все рейсы в данном периоде пришлись на авиацию общего назначения.